# Високе (Білоцерківський район)
Висо́ке — село в Україні, в Тетіївській міській громаді Білоцерківського району Київської області. Розташоване за 20 км на південний схід від міста Тетіїв та за 2,5 км від зупинного пункту Високе. Населення становить 628 осіб (станом на 1 липня 2021 р.).

## Географія
Село розташоване за 169 км від обласного центру та за 75 км від районного центру. Біля села Високе знаходиться найвища точка Київської області — 280 метрів над морським рівнем. На півночі та північному сході від села росте два невеликий ліси, на межі з сусідніми селами тягнуться лісосмуги засаджені переважно дрібнолистими деревами. Розмістилося село на пагорбах східної частини Придніпровської височини лісостепової зони, в південно-східній частині Тетіївської міської громади Київської області. Населений пункт знаходиться на найвищому місці і є вододілом між Бугом і Дніпром. На південно-західній околиці села бере свій початок струмок Миколайчиків Яр, який впадає в річку Постава. У межах села розкинулися три невеликих ставки, а ще три інші знаходяться за межами села з південної сторони. По обидва боки ставків тягнеться село двома довгими вулицями. Ґрунти родючі чорноземи з помірною кислотністю.

## Історія
Історичні дані про час виникнення населеного пункту не збереглися. Назва села Високе, походить від географічного положення його відносно навколишньої місцевості.
Жителі села до 1861 року були кріпаками. За свідченнями історика Л. Похилевича, уродженця села Горошкова, у 1799 році Високе від графа Томаша Островського було куплене Ігнатієм Звершковським, в 1823 році Звершковський продав його Іоану Тарновецькому, а потім у 1856 продане Іоаном Тарнавським Федору Ячевському, який через декілька років переуступив село Елеонорі Мікуловський.
Поміщиця Елеонора Мікуловська володіла селом в період підготовки і проведення реформи 1861 року за якою 99 дворів одержали наділи по 6 десяти землі, 28 дворів по 3 десяти землі. Більше половини кращої землі належало поміщиці. Спеціальні статті обумовлювали, що цегельний завод, сільська корчма, право полювання залишилось за панами. За одержану землю селяни платили по 2 руб. 70 коп. на рік - на той час мізерну суму. За 1 рубль мoжна булo купити 1,5 кг pиби, 40 яєць або кілограм мacлa.
Джерело: https://gerchik.com/stati/skolko-stoil-rubl-v-raznie-epohki Згодом більшістю землі в селі володіла графиня Софія Федорівна Кононіцина. Графиня мала 1036 десятин землі, церква 51 десятину, селяни 990 десятин. Пізніше свій маєток вона віддала в оренду Рогозінському, а сама більшу частину часу проживала за кордоном та в місті Києві де їй належав готель «Континенталь». Управляли справами у маєтку села поляки, де поряд з класовим гнітом  мала місце і міжнаціональна ворожнеча.
У 1905 році, коли по всій території царської Росії почалися виступи робітників і селян, звістка про це надійшла і до села Високе. Порадившись між собою селяни не вийшли на роботи вимагаючи більшої платні.
У жовтні 1917 року було скинуто тимчасовий уряд, у цей же час у селі проведено збори селян на яких уповноважений з волості прочитав декрет про землю. Після чого поміщицьку землю було розділено, а палац спалено.
У 1918 році село знаходилося під тимчасовим німецьким контролем. Радянську окупацію допомогла встановити у селі кіннота Будьонного, розгромивши загін Кіровського, від рук якої загинув будьонівець-розвідник Смоляков.
У 1920 році в селі створено комуністичний ревком, у 1922 році  в селі створено — колгосп імені Сталіна.
На початку німецько-радянської війни більшість населення села пішла на фронт. У 1944 році село було звільнене від німецьких окупантів. З війни не повернулися 114 жителів села, які загинули захищаючи рідну землю від нацистської навали.
Біля села за часів Незалежності відкритий пасажирський залізничний зупинний пункт Високе, через який курсує  приміський поїзд Козятин — Жашків.
12 червня 2020 року, відповідно з розпорядження Кабінету Міністрів України № 715-р «Про визначення адміністративних центрів та затвердження територій територіальних громад Київської області», село увійшло до складу Тетіївської міської громади.
17 липня 2020 року, в результаті адміністративно-територіальної реформи та ліквідації Тетіївського району, село увійшло до складу Білоцерківського району.

## Галерея

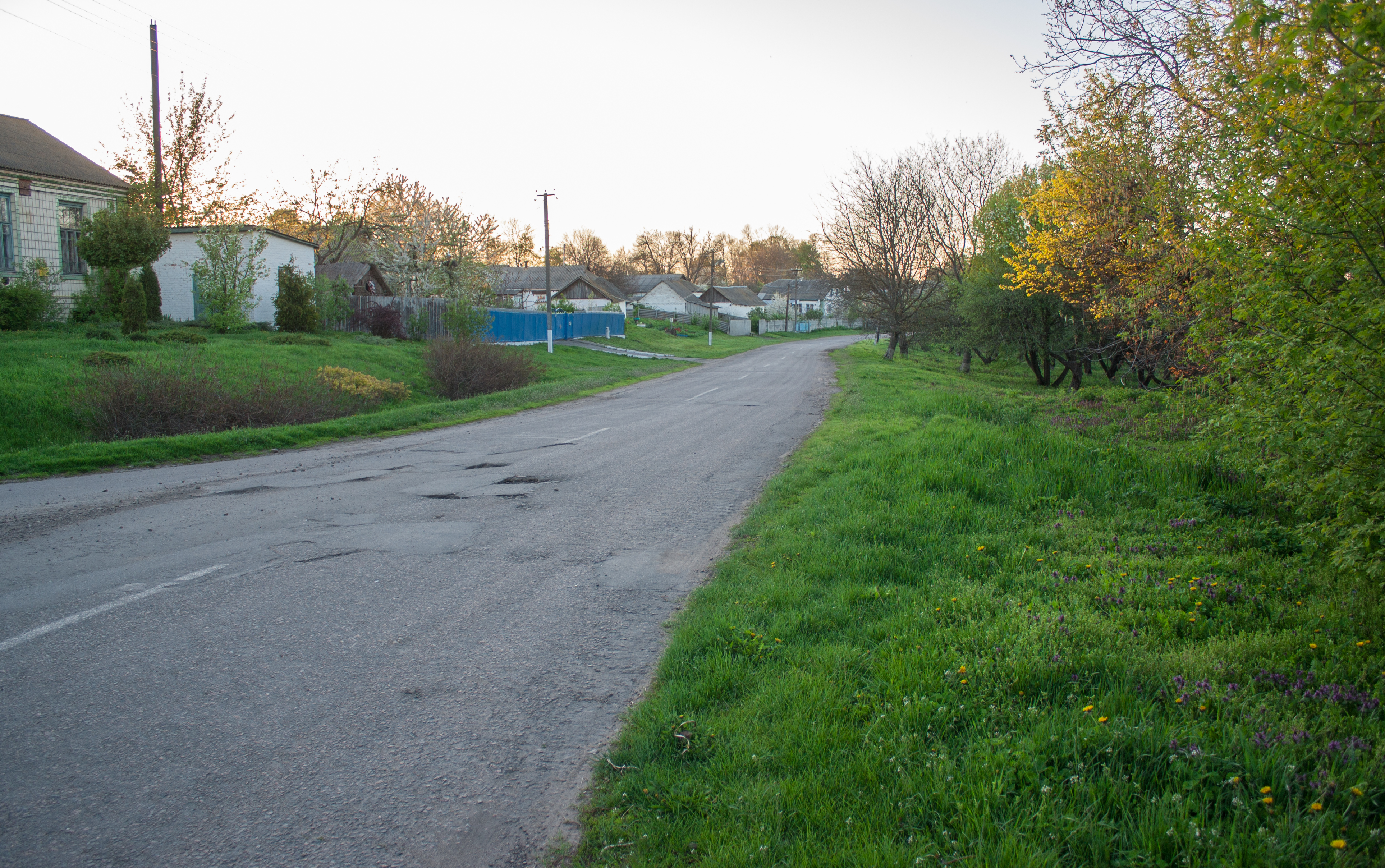
Вулиця Бевзюка
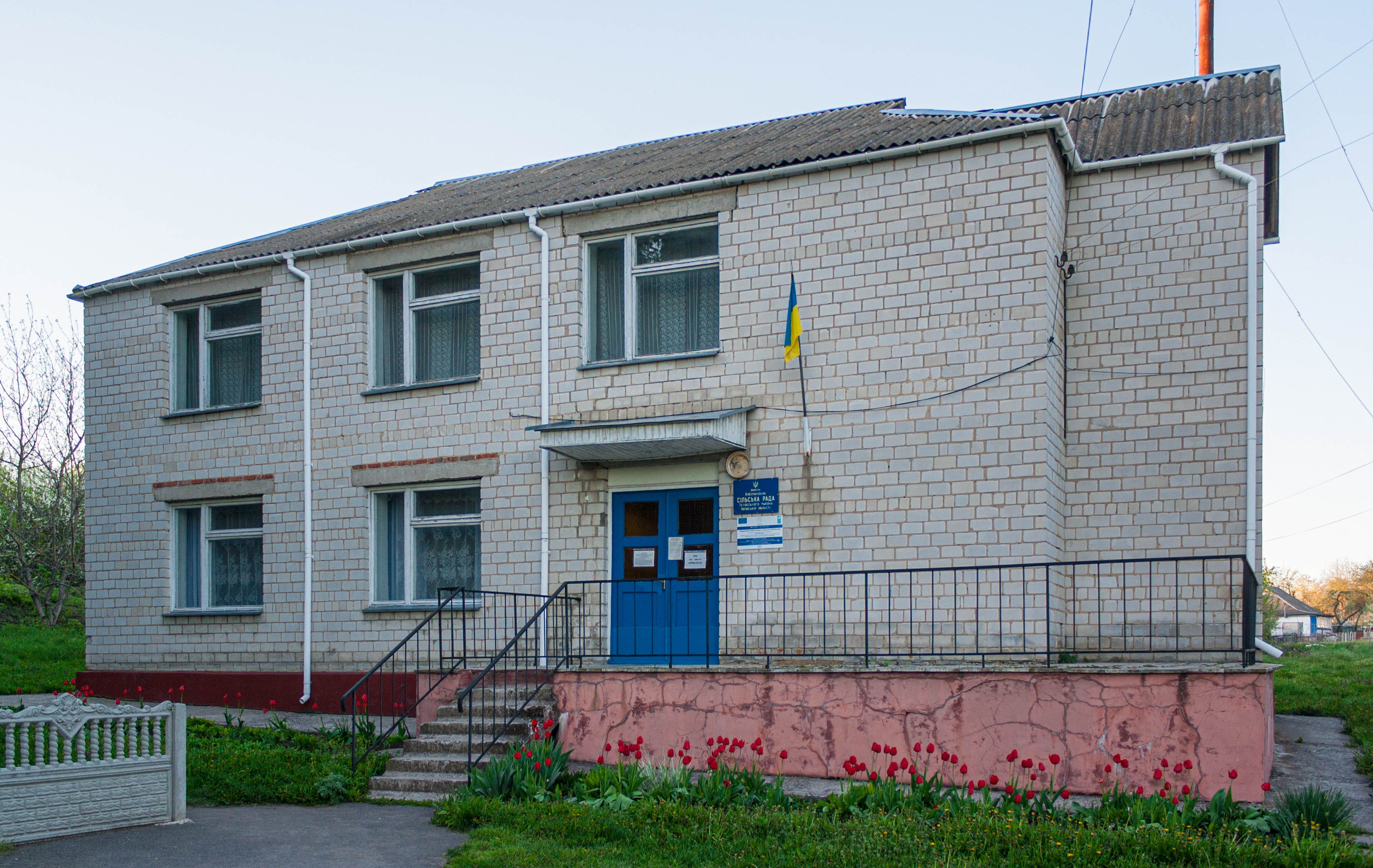
Сільська рада
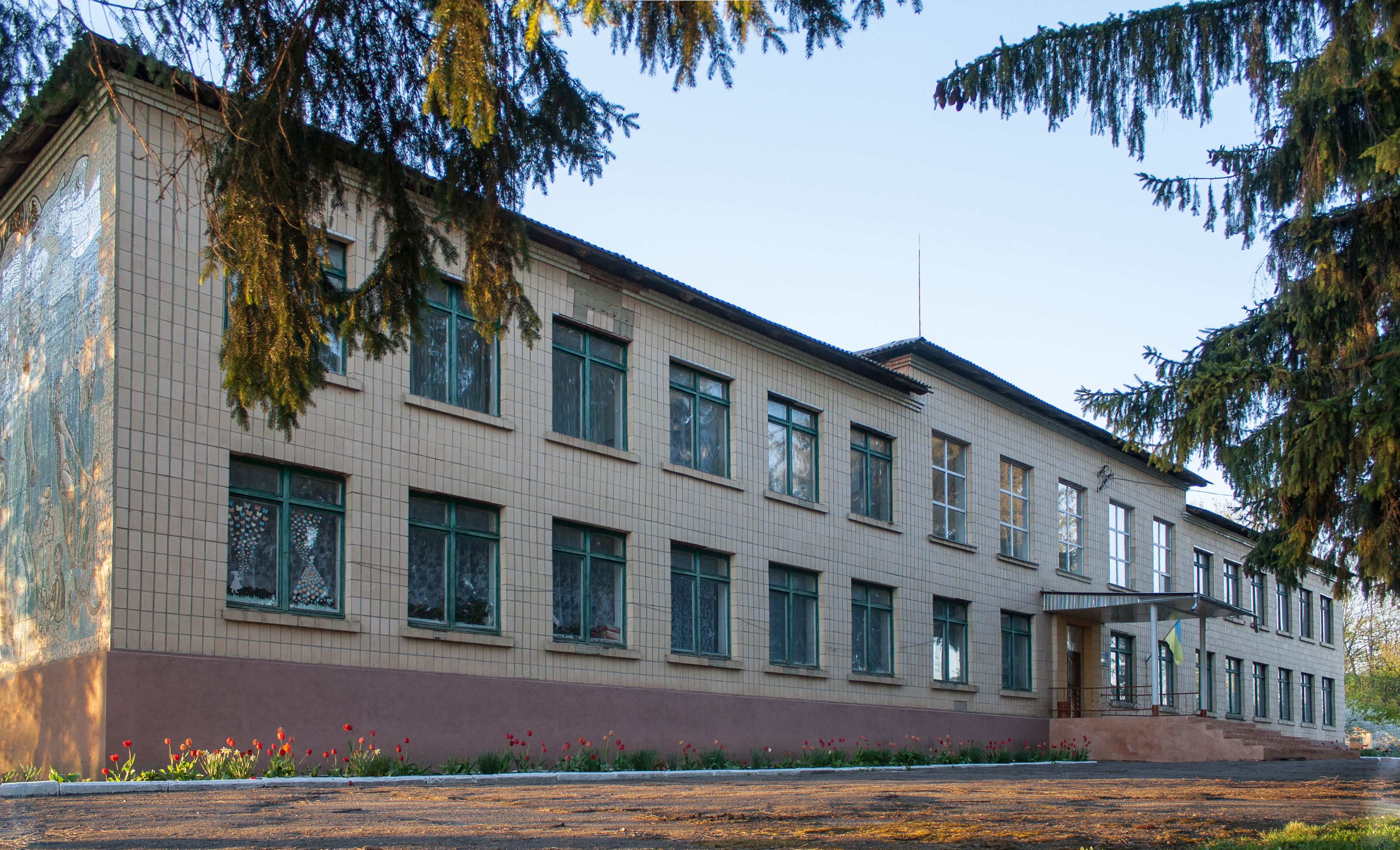
Школа
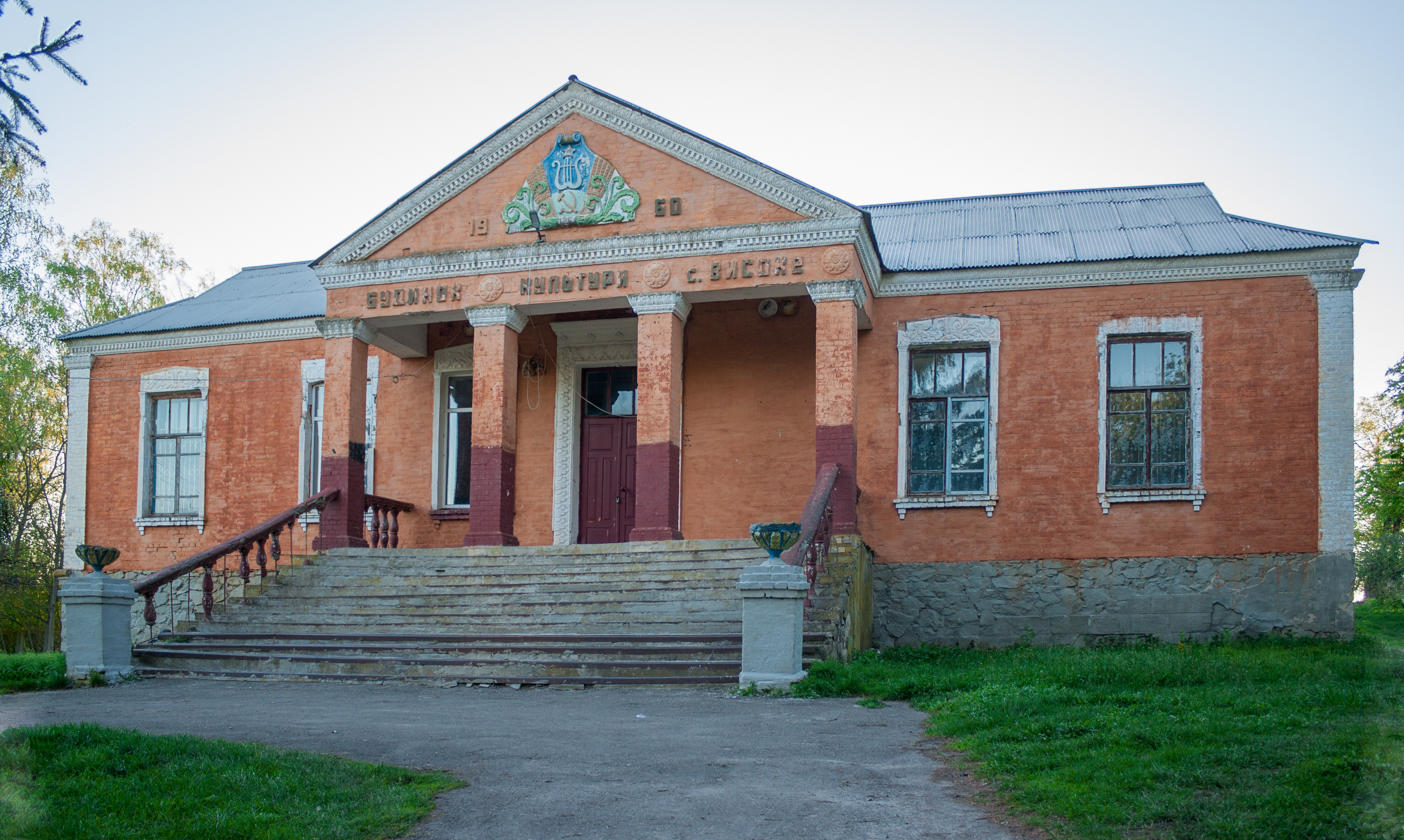
Будинок культури
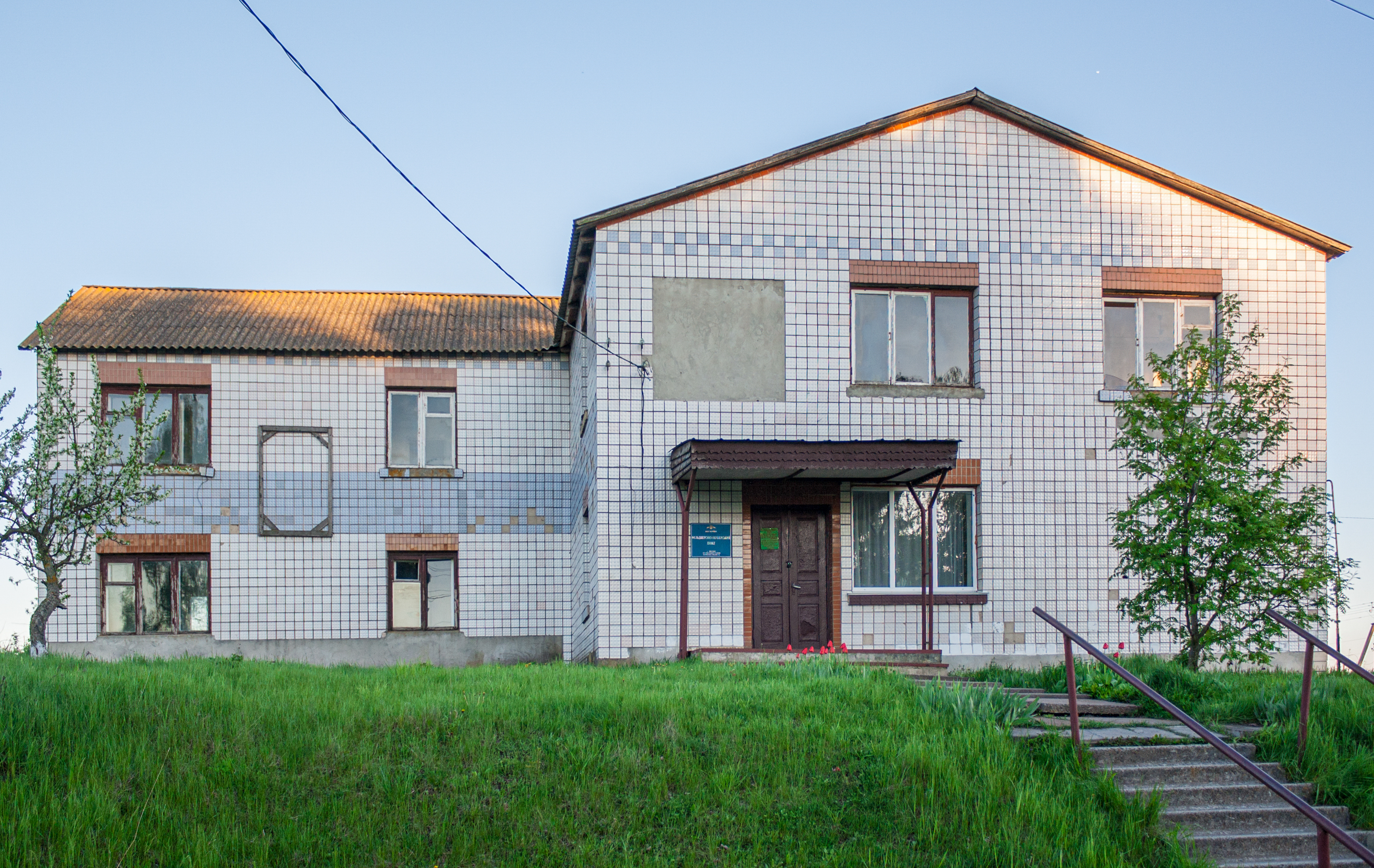
ФАП
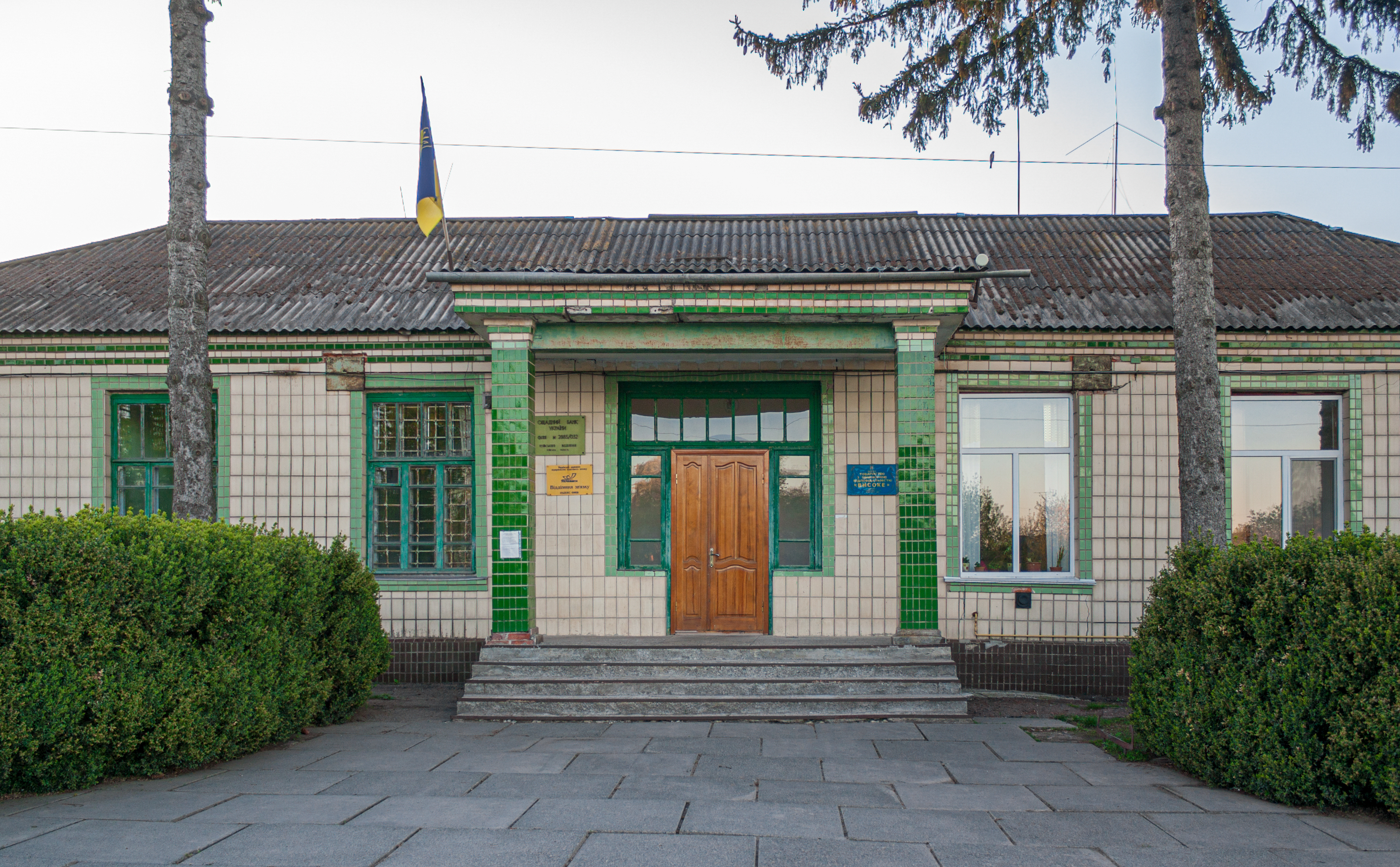
Відділення поштового зв'язку
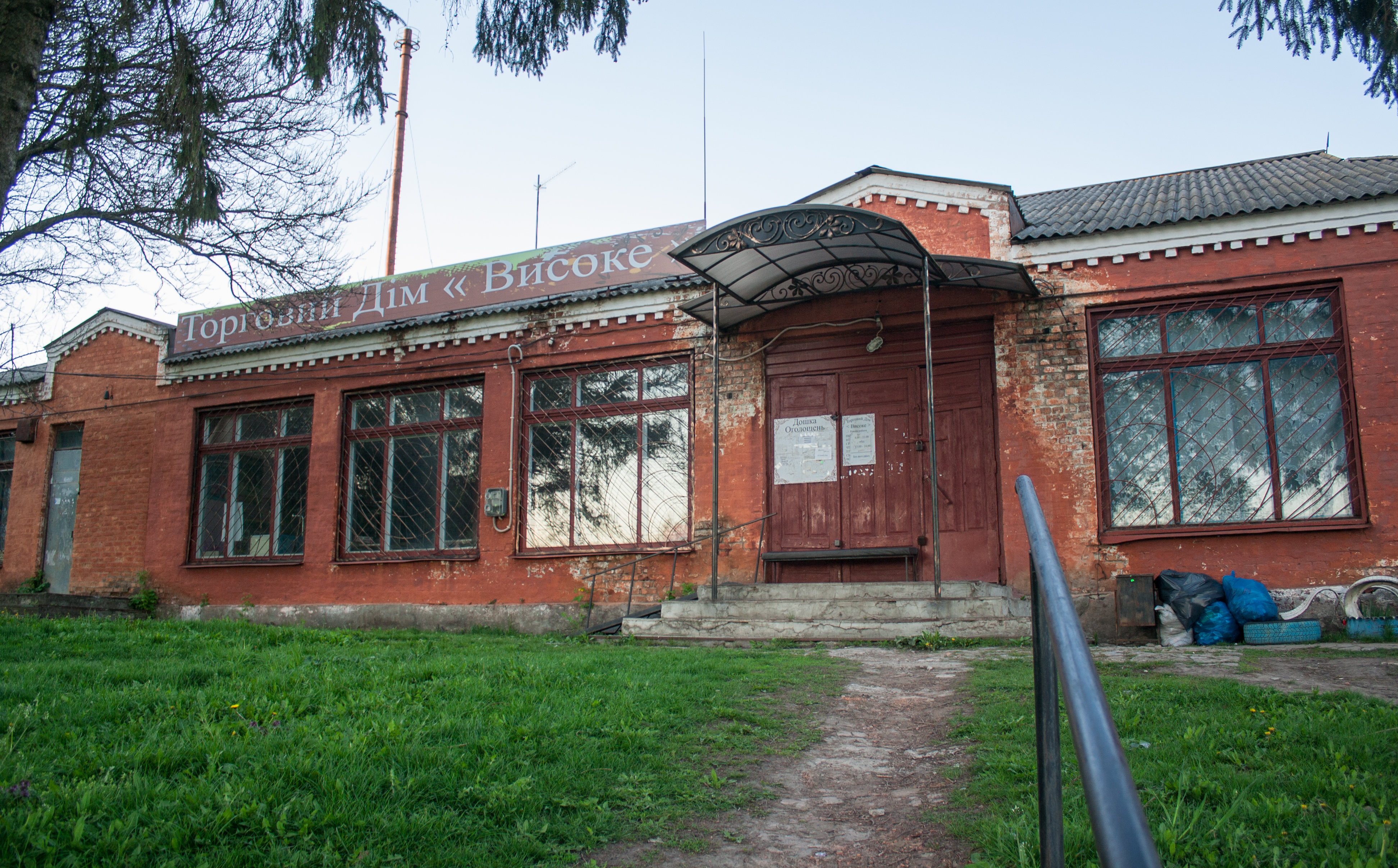
Торговий дім
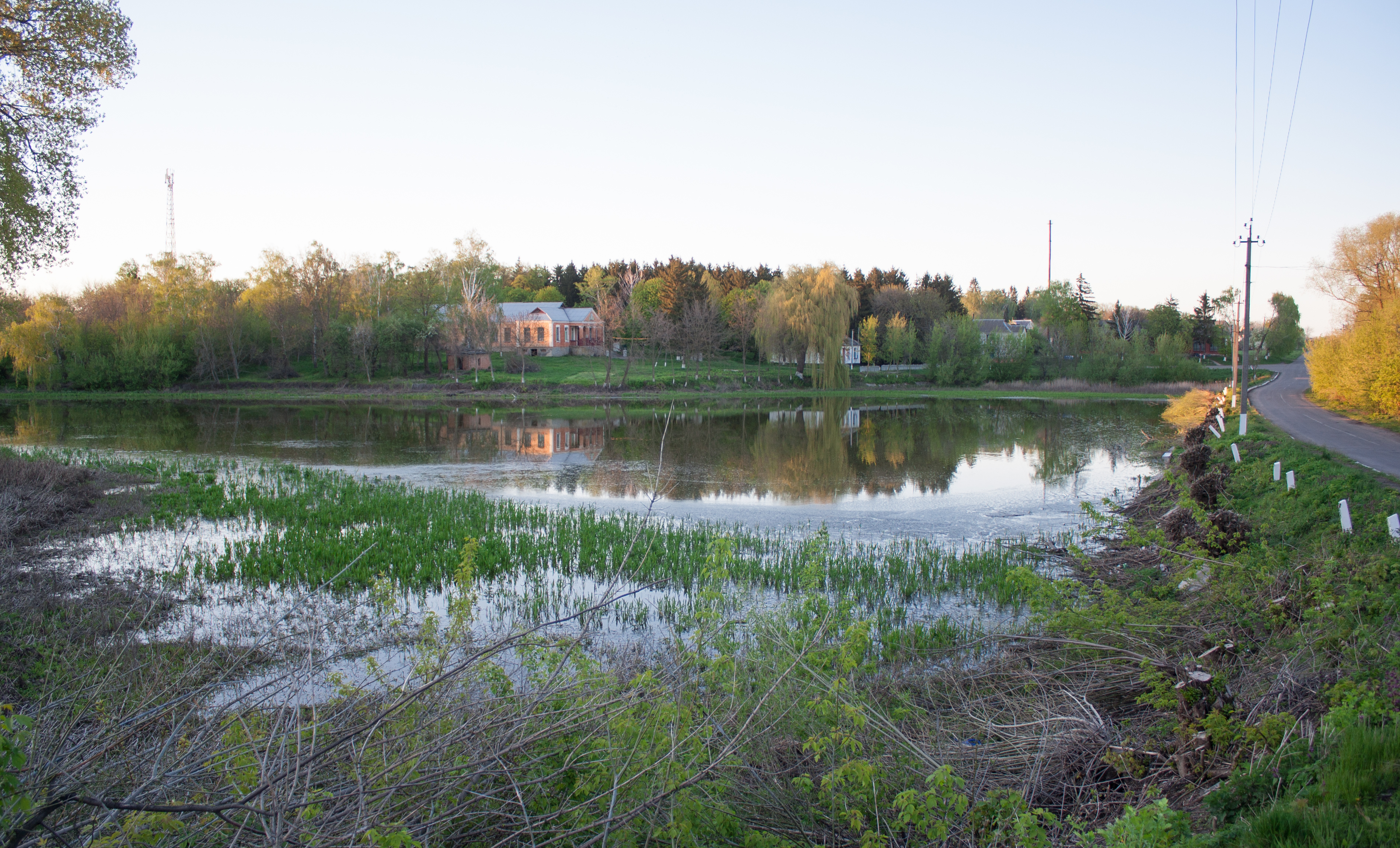
Ставок
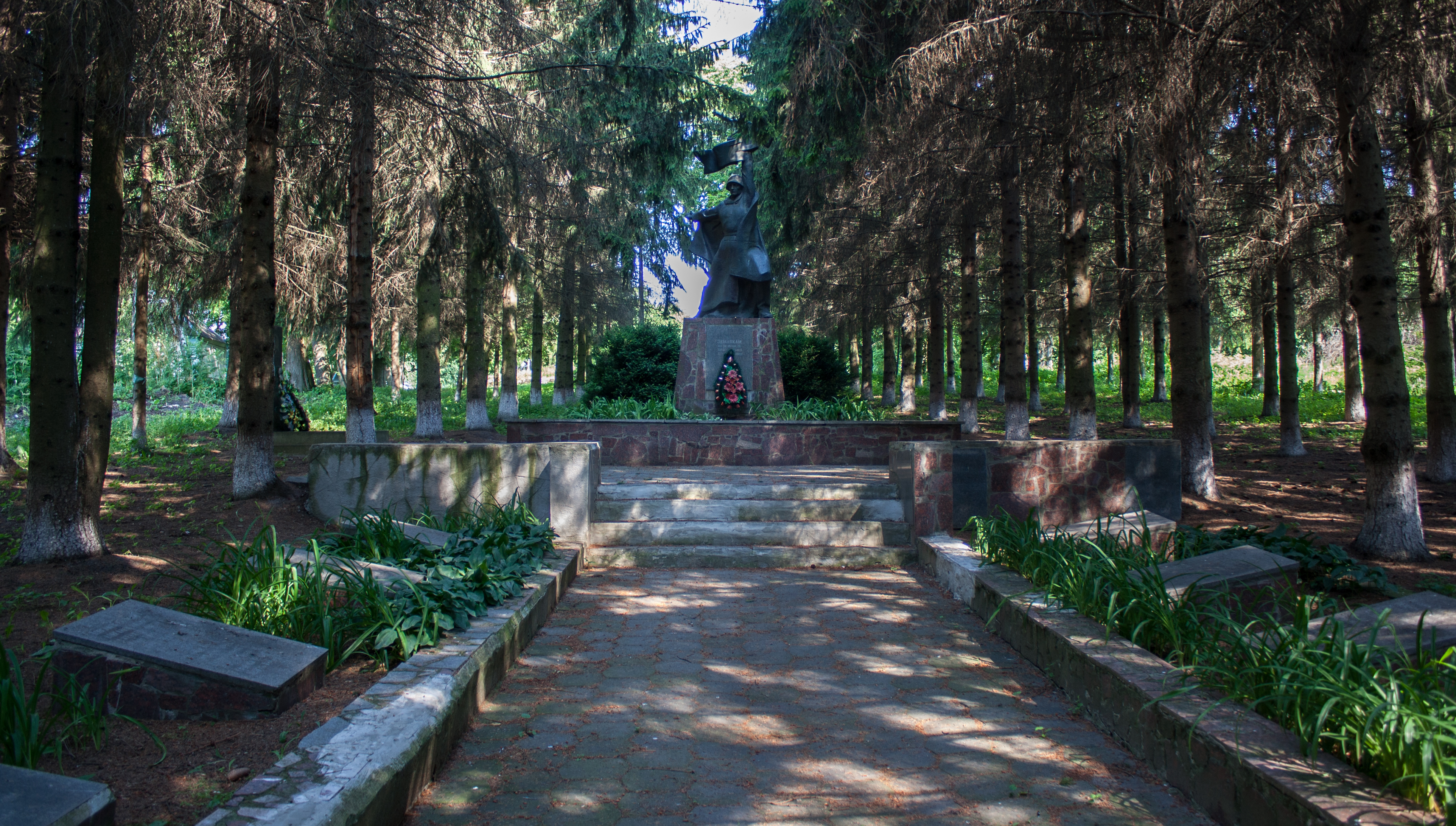
Пам'ятник воїнам-односельцям
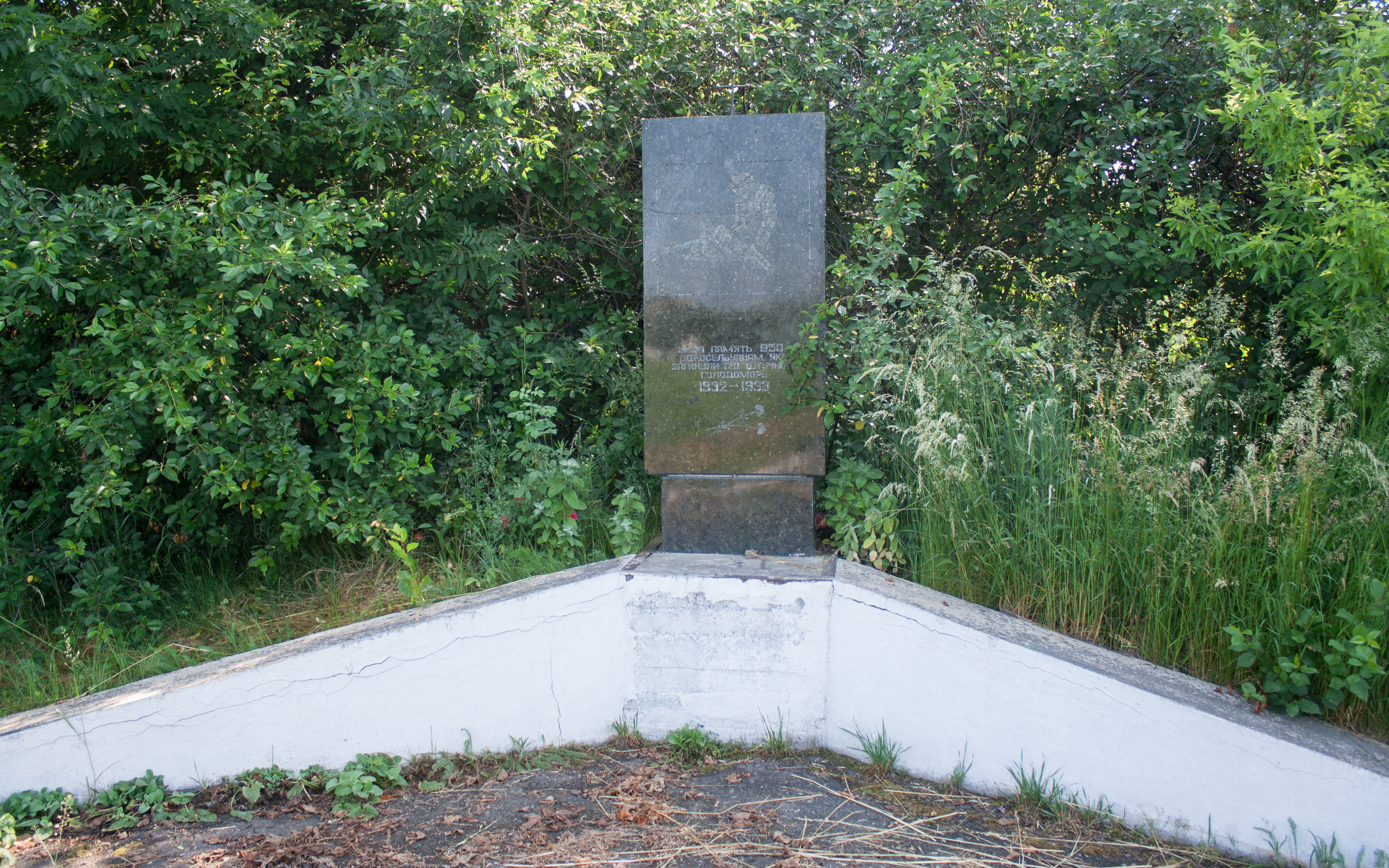
Пам'ятний знак жертвам Голодомору